# Gonioryctus anticatus
Gonioryctus anticatus är en skalbaggsart som beskrevs av Sharp 1908. Gonioryctus anticatus ingår i släktet Gonioryctus och familjen glansbaggar. Inga underarter finns listade i Catalogue of Life.